# 막심 흐람초프
막심 세르게예비치 흐람초프(러시아어: Макси́м Серге́евич Храмцо́в, 1998년 1월 12일~)는 러시아의 태권도 선수이다. 2017년 세계 태권도 선수권 대회와 2020년 하계 올림픽에서 금메달을 획득했다.